# Dropčevec
Dropčevec is een plaats in de gemeente Rakovec in de Kroatische provincie Zagreb. De plaats telt 89 inwoners (2001).